# 北京青年政治学院
北京青年政治学院（英文名：Beijing Youth Politics College），是一所位于北京市的普通专科高等院校，隶属北京市教育委员会，前身为北京市团校，1986年时任国家领导人邓小平亲笔为学院题写了院名。目前承担北京市团校职能，一个机构两块牌子，毗邻中国社会科学院研究生院与中央美术学院。
学院拥有望京校区和东校区。

## 历史沿革
- 1956年，创建北京市团校。
- 1966年，停办北京市团校。
- 复建北京市团校（时间不明）。
- 1986年9月，升格北京青年政治学院，兼有北京市团校职能。

## 机构设置
- 青少年教育与管理系、社会工作系、管理系、文秘系、法律系、艺术设计系、英语系、计算机系、传播系、财金系
- 社会科学教学部
- 泰尔弗商务分院（中加合办）
- 北京青少年研究所、北京东方道德研究所